# Військовий оркестр військової академії України
Військовий оркестр військової академії — військово-музичний колектив Військової академії, призначений сприяти патріотичному, культурному та естетичному вихованню особового складу ЗСУ, пропагувати українське мистецтво та культуру в Україні та за її межами.
Розташування: м. Одеса, Фонтанська дорога, 5

## Історія
Військовий оркестр був створений у грудні 2012 року. Творчі традиції оркестр бере від славетних колективів — 9 військового оркестру штабу 1964 року створення та Ансамблю пісні і танцю Південного ОК 1939 року створення. Ці колективи мають давні традиції та славетну історію. Так у 1988 році оркестр зайняв перше місце на конкурсі штатних військових оркестрів ЗС СРСР (м. Москва). Хорова група ансамблю демонструвала своє мистецтво в 1993 р. на Всеукраїнському конкурсі хорових колективів ім.. Леонтовича, де посіла 1-ше місце, а танцювальна група у 1995 р. стала Лауреатом Міжнародного конкурсу фольклорного танцю у м. Самсуні (Туреччина). У травні 2005 року вокальний секстет хору ансамблю зайняв бронзовий диплом на Міжнародному хоровому фестивалі «ГАРМОНІЯ — 2005» у Німеччині. У 2006 році під час реформування поєднали ці два колективи в Південний територіальний центр військово-музичного мистецтва.
У травні 2008 року вокальний ансамбль центру зайняв перше місце у конкурсі «Віват Перемога» у м. Москві. Сьогодні творчі колективи, які входять до складу концертного військового оркестру — а це ВІА «АКАДЕМІЯ», Джаз оркестр, Балетна група, Брас — квінтет, Камерний квінтет спрямовують свою високу майстерність на формування патріотичного світогляду, естетичне виховання військовослужбовців та членів їх сімей. Колектив оркестру є яскравим представником національного мистецтва української культури в нашій сучасній армії на міжнародних військових фестивалях, на концертних майданах міст та сіл України.

## Керівництво
Начальник оркестру
- військовий диригент підполковник Юрій Літовко.